# Association for Moral and Social Hygiene
Association for Moral and Social Hygiene (AMSH) var en brittisk förening, grundad 1913. Den var den kanske mest framträdande brittiska organisationen mot sexhandeln i Storbritannien under första hälften av 1900-talet. Den bedrev en uppmärksammad kampanj mellan 1916 och 1930.
År 1913 förenades Ladies National Association for the Repeal of the Contagious Diseases Acts (LNA) och den brittiska avdelningen av International Abolitionist Federation och bildade Association for Moral and Social Hygiene (AMSH), som blev Storbritanniens representant i 
International Abolitionist Federation. 
Den hamnade i konflikt med National Vigilance Association, eftersom den hade en tendens att prioritera kampen mot prostitution som sådan framför kvinnors rättigheter.